# Little Beaver Creek (Ohio River)
Der Little Beaver Creek ist ein rechter 26 km langer Nebenfluss des Ohio River im nordöstlichen US-Bundesstaat Ohio und westlichen Pennsylvania. Der Abfluss erfolgt über den Ohio River und Mississippi River in den Golf von Mexiko. Der Little Beaver Creek gehört zum Flusssystem des Mississippi River und entwässert gemeinsam mit den Nebenflüssen ein Gebiet von 1.567 km². Der Creek wird durch den Zusammenfluss der beiden Quellflüsse Middle Fork Little Beaver Creek und West Fork Little Beaver Creek bei Westpoint im Columbiana County in Ohio gebildet und fließt danach in generell südöstlicher Richtung bis zur Mündung bei der Ortschaft Glasgow in den Ohio River.
Der Middle Fork Little Beaver Creek entspringt südwestlich von Salem und fließt in nördlicher Richtung in das Mahoning County, wendet sich dann nach Südosten bis zur Verbindung mit dem West Fork Little Beaver Creek. Der Middle Fork hat eine Länge von 65 km und entwässert ein Gebiet von 382 km². Der West Fork Little Beaver Creek entspringt im südlichen Butler Township im Columbiana County und fließt nach Süden, bildet den Guilford Lake, nimmt den Brush Creek auf und wendet sich dann in östliche Richtung bis zum Zusammenfluss mit dem Middle Fork Little Beaver Creek. Der West Fork hat eine Länge von 40,5 km und entwässert ein Gebiet von rund 290 km². Der dritte Quellfluss ist der North Fork Little Beaver Creek und entspringt im Springfield Township im Mahoning County. Er fließt zunächst südostwärts nach Pennsylvania und kehrt dann in westlicher Richtung nach Ohio zurück. Er mündet etwa 13 km unterhalb des Zusammenflusses von Middle und West Fork in den Little Beaver Creek. Der North Fork hat eine Länge von 55 km und entwässert ein Gebiet von 474 km².
Ein großer Teil des Flusssystems (insgesamt 53 Flusskilometer) des Little Beaver Creek und seiner Quellflüsse sind in der Kategorie "scenic" („landschaftlich reizvoll“) als National Wild and Scenic River ausgezeichnet.
Charakteristisch für das Einzugsgebiet des Little Beaver Creek sind tiefe Täler, bewaldete Hänge und einzeln stehende Felsen. Der Flusslauf selbst ist von großen Felsbrocken bedeckt und es gibt zahlreiche Stromschnellen, aber auch ruhige Flussabschnitte und klare, schnell fließende Nebenflüsse. Im Einzugsgebiet wurden 63 Fischarten, 49 verschiedene Säugetiere, 140 Vogelarten und 46 verschiedene Arten an Reptilien und Amphibien gezählt, darunter Ohios größte Population des vom Aussterben bedrohten Hellbender-Salamanders.